# Ehemaliges Pfarrhaus der Martin-Luther-Kirche

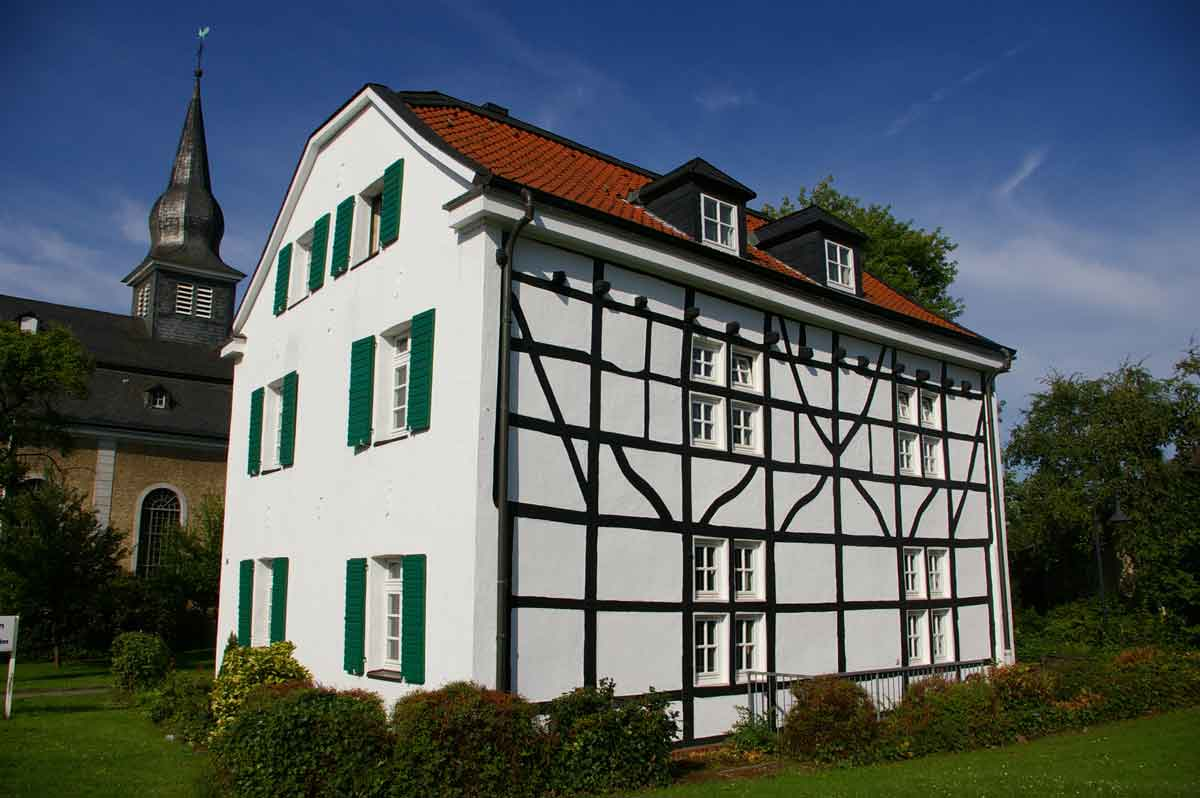
Altes Pfarr- und Kirchengebäude der Martin-Luther-Kirche

Das ehemalige Pfarr- und Kirchenhaus der Martin-Luther-Kirche in Langenfelds Stadtteil Reusrath liegt an der Trompeter Straße, die Reusrath mit Leichlingen verbindet.

## Beschreibung
Das ehemalige Pfarrhaus der Martin-Luther-Kirche ist ein knapp dreigeschossiges Gebäude mit Krüppelwalmdach. Drei Seiten des Hauses sind mit Ziegelmauerwerk ausgeführt. Die Ostseite des Gebäudes weist eine Fachwerkfassade auf. Das Gebäude steht seit 1988 unter Denkmalschutz.

## Zur Gebäudegeschichte
Das im Jahre 1683 errichtete Gebäude diente bis zum Kirchenbau im Jahre 1794 als Versammlungs- und Gottesdienstraum der evangelisch-lutherischen Gemeinde in Reusrath. Dafür war im Obergeschoss ein Raum mit 162 Sitzplätzen, Altar und Orgel eingerichtet. Dem Haus wurde nach vier Jahren ein kleiner Glockenturm aufgesetzt, der nach dem Kirchenbau wieder beseitigt wurde. Das Erdgeschoss diente bis in das Jahr 1959 als Pfarrwohnung. Bei der Renovierung 1986–1988 wurden mit den mächtigen Tragbalken des Kirchsaals auch eine Inschrift zu den drei ersten Pfarrern (von 1683 bis 1726) der Kirchengemeinde freigelegt. Genannt werden ein Hermanus Bronsell aus Düsseldorf als erster, ein Peter Caspar Rövestrünck aus Lennep als zweiter sowie ein Joh. Arn. Beurhusius aus Dortmund als dritter Geistlicher der Gemeinde. Heute befindet sich im Erdgeschoss eine Diakoniestation sowie im Ober- und Dachgeschoss eine Küsterwohnung.